# Moritz Berg (Fußballspieler)
Moritz Berg (* 7. August 2003 in Stendal) ist ein deutscher Fußballspieler.

## Karriere
Berg begann seine Karriere beim VfL Wolfsburg. Zur Saison 2021/22 wechselte er zu den A-Junioren des 1. FC Magdeburg. Zur Saison 2022/23 wechselte er zum österreichischen Bundesligisten SK Austria Klagenfurt, bei dem er einen bis 2024 laufenden Vertrag erhielt. Bei den Klagenfurtern zählte er zwar zum Profikader, zum Einsatz kam er aber ausschließlich für die Amateure. Für diese lief er 26 Mal in der viertklassigen Kärntner Liga auf.
Im August 2023 kehrte er leihweise nach Deutschland zurück und wechselte zu Regionalligist FC Viktoria 1889 Berlin. Für die Viktoria absolvierte er während der Leihe zehn Spiele in der Regionalliga. Zu Beginn der Saison 2024/25 war er zunächst vereinslos, nachdem sein Vertrag in Klagenfurt nicht verlängert worden war. Im August 2024 kehrte er anschließend zu Viktoria Berlin zurück. Für die Berliner absolvierte er weitere 19 Partien in der Regionalliga Nordost, aus der der Verein aber abstieg.
Zur Saison 2025/26 wechselte Berg daraufhin ein zweites Mal nach Österreich, diesmal zu Zweitligist Kapfenberger SV. Sein Debüt in der 2. Liga gab er im August 2025, als er am zweiten Spieltag jener Saison gegen den Floridsdorfer AC in der 68. Minute für Meletios Mišković eingewechselt wurde.